# Парамаганса Йогананда
Парамага́нса (або Парамаха́нса) Йоґана́нда (гінді, санскрит: परमहंस योगानन्‍द; бенгальске ім'я при народженні:  মুকুন্দ লাল ঘোষ — Мукундо Лал Гош, 5.01.1893 — 7.03.1952) — індійський йог, духовний учитель, засновник  Товариства Самопізнання.

## Біографія
Парамаганса Йоґананда народився в сім'ї високопоставленого службовця Бенгальської залізниці Бгаґават-Чарана Гоша. Батьки були побожними індусами, послідовниками бенаресского релігійного подвижника й вчителя крія-йоґи Шьяма-Чарана (श्यामचारण) Лагірі (1828–1895), більш відомого як Лагірі (লাহিড়ী lāhiṛī) Магашая (महाशय mahāśaya). Батько цурався розкоші й присвячував вільний від роботи час медитації та читанню Бгаґавадґіти; мати залучала дітей до ритуалів поклоніння Богові й гуру, а також знайомила їх зі священним писанням — Магабгаратою та Рамаяною.

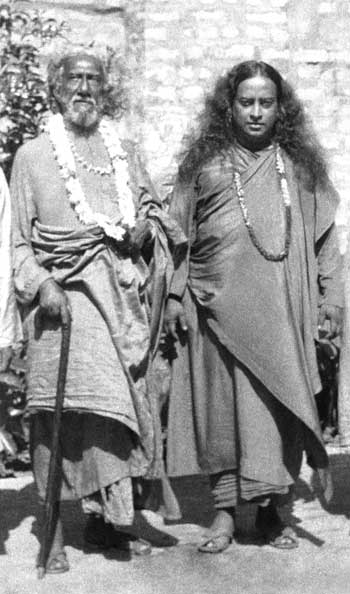
Йоґананда зі Шрі Юктешваром

В одинадцятирічному віці смерть матері наочно продемонструвала хлопчикові тлінність усього мирського й посилила потяг до нетлінної Божественності. Хлопець двічі тікав з дому в Гімалаї, сподіваючись зустріти там духовного учителя, але обидва рази родичі знаходили втікача й повертали його додому.
Відразу після закінчення школи Мукундо поїхав у Бенарес, де ненадовго став членом одного з місцевих ашрамів, зустрівши згодом свого гуру — Свамі Юктешвара (1855–1936), учня вищезгаданого Лагірі Магашаї. Незабаром на вимогу свого духовного учителя юнак повернувся до Калькутти й вступив до коледжу, заснованого британськими місіонерами. В 1914 році молодий бакалавр, відмовившись зайняти уготоване йому батьком місце голови відділення Бенгал-нагпурської залізниці, був посвячений духовним учителем у санньясу (індуїстське чернецтво), отримавши ім'я Свамі Йоґананда Ґірі.
У 1917 році Свамі Йоґананда, бажаючи втілювати в життя ідеали духовного виховання, відкрив для хлопчиків Йоґода-сатсанга-брагмачар'я- відьялаю — «Школу братерства істинно цнотливих, яка дарує йоґу». Він викладав учням медитацію, а також розроблену їм «єдину в своєму роді систему фізичного розвитку й зміцнення здоров'я йоґода», тобто методику «м'язової зарядки за допомогою вольового зусилля, що дозволяє направити енергію життя в будь-яку частину тіла».
У 1920 році Йоґананда отримав запрошення від організаторів міжнародного конгресу релігійних лібералів, який повинен був відбутися в Бостоні під егідою Американської асоціації унітаріїв. Бгаґават-Чаран фінансував поїздку сина й погодився підтримувати його матеріально в перші роки життя в Америці.
Починаючи з 1920 року Йоґананда виступав у США з лекціями, а в січні 1925 року відкрив у Лос-Анджелесі штаб-квартиру заснованого ним у 1920 році Товариства Самопізнання. Протягом наступних десяти років він багато подорожував, виступаючи у великих містах по всій країні. Йому вдалося зацікавити своїм вченням декілька відомих особистостей. У той же період Свамі Йоґананда опублікував поетичну збірку «Пісні душі», книгу віршів і молитов «Шепіт вічності» та почав видавати журнал «Схід і Захід».
У 1935 році Йоґананда поїхав на батьківщину, відвідавши по дорозі Велику Британію, Німеччину, Голландію, Францію, Швейцарію, Грецію, Палестину та Єгипет. Спонсором поїздки став його американський послідовник — нафтопромисловець Джеймс Дж. Лінн, який згодом, після смерті свого вчителя, протягом трьох років (аж до своєї смерті) очолював Товариство Самопізнання.
В Індії Свамі Йоґананда отримав від свого вчителя титул Парамаганса. Він розгорнув активну діяльність зі збору пожертв для заснованої їм колись школи, а також знайшов кошти для відкриття декількох її філій та для побудови в Дакшинешварі Йогода-матха — штаб-квартири Йогода-сатсанги (так називається індійська гілка Товариства Самопізнання).
Наприкінці жовтня 1936 року Йогонанда зійшов на американську землю з борту океанського лайнера «Бремен» і більше ніколи не полишав Америки.
У сорокових роках Парамаганса Йоґананда відійшов від широкої лекційної діяльності, присвятивши себе літературі. Він завершив давно задуману роботу: видав збірку «Космічні піснеспіви»; в 1946 році побачила світ його «Автобіографія йоґа».
Сьомого березня 1952 року Парамаганса Йоґананда раптово помер у Лос-Анджелесі під час своєї промови на бенкеті, організованому в честь посла Індії. Похований на «зоряному кладовищі» Форест-Лаун. Як доказ святості Парамаганси Йоґананди його послідовники наводять слова начальника моргу цього меморіального парку про те, що навіть через три тижні після смерті Йоґананди на його тілі не було ніяких ознак тління.

## Вчення
Навіть при побіжному перегляді книг Йоґананди в очі кидаються такі несподівані для індуса терміни, як «Свідомість Христа», «Дух Святий», «Амінь» і т. д. Біблійні цитати в коментарях Йоґананди трапляються набагато частіше, ніж посилання на священні книги індуїзму. Причина цього лежить не стільки в тому, що Йоґананда вчився в християнському коледжі, скільки в його бажанні адаптувати вчення йоґи для жителів Заходу. Цій же меті за задумом Йоґананди мала слугувати псевдонаукова термінологія: «думкотрони» й «життєтрони» (наділені розумом ментальні й астральні аналоги електрона), «Космічна Динамомашина», «кінобудки цереброспінальних центрів», «телефонні лінії почуттів», «сплетіння енергії життя й сконденсованих електронів», «наука йоґи», «наукове звільнення від карми», «наукове управління почуттями»,«наукова медитація»,«наукове Богопізнання», «наукове мистецтво дихання». Йоґананда писав про «йоґічну майстерність спалювання вуглецю, що міститься у венозній крові — щоб серцю не доводилося закачувати темну кров у легені для очищення» і про те, що «фізичне тіло складається з життєтронів, які оточені ореолом грубіших електроатомних клітин». Однак насправді за цими «прикрасами» криється традиційне індійське вчення адвайта-веданти та дещо модифікована практика аштанґа-йоги. Наприклад, «цереброспінальні центри» Йоґананди — це не що інше, як чакри.

### Крія-йоґа
Утворене від кореня kar («робити») санскритське слово крія (क्रिया) буквально означає «дія». Традиційно під крією розуміється обрядова діяльність. Патанджалі в «Йоґа-сутрах» (2:1) визначає крія-йоґу як тапас (аскезу), свадг’яю (вивчення Вед) та Ішвара-пранідгану (відданість Всевишньому). Йоґананда ж розглядає крія-йоґу як різновид раджа-йоґи й вважає найкращим із шляхів йоґи: «Раджа-йоґа (особливо така її форма, як крія-йоґа) є квінтесенцією всіх шляхів йоґи, шляхом царствених мудреців і великих йоґів Стародавньої Індії». Згідно з Йоґанандою, «істинний прагматик, націлений на практичні результати, проводить час у глибокій медитації і не розтрачує життя на тривіальні мирські заняття й абстрактні балачки про колесо народжень і смертей… Шлях джняна-йоґи не тільки важкий, але й довгий, тоді як палкий прибічник крія-йоґи швидко досягає звільнення… Хороші (в мирському розумінні) вчинки складають довгу дорогу до Бога. Дотримання моральних норм і принципів прискорює повернення до Всевишнього. Але найшвидшим шляхом є медитація».
У «Автобіографії йоґа» Парамаганса Йоґананда пояснює: «Крія-йоґа, яка так часто згадується на цих сторінках, стала широко відомою в Індії завдяки Лагірі Магашаї, вчителю мого гуру. Це єднання (йоґа) з Вічним при допомозі певної дії, або обряду (крії)… Крія-йоґа є простим психофізіологічним методом, за допомогою якого кров людини звільняється від вуглекислоти й насичується додатковим киснем. Атоми цього надлишкового кисню перетворюються в потоки енергії життя, що омолоджують головний мозок і цереброспінальні центри. Припиняючи накопичення венозної крові, йоґ може запобігти розпаду тканин тіла або уповільнити його. Справжній майстер йоґи перетворює клітини свого тіла в енергію».

### Легенда про Магаватара Бабаджі
Йоґананда стверджував, що методику крія-йоґи Лагірі Магашая отримав у 1861 році від таємничого гімалайського йоґа Магаватара Бабаджі, який «не змінює своєї фізичної зовнішності протягом сотень, якщо не тисяч, років» і може з’являтись де завгодно й щезати за своїм бажанням. Церемонію духовної посвяти Магашаї Бабаджі провів у спеціально матеріалізованому задля цього золотому палаці.

## Місія
Своєю місією Парамаганса Йоґананда проголошував об’єднання всіх релігій. Він говорив: «Божим промислом, що проявився в діях Христа, Крішни, Магаватара Бабаджі, Лагірі Магашаї та Свамі Юктешвара, я був обраний для поширення по всій земній кулі науки крія-йоґи, представленої вченням Товариства Самопізнання, побудованого на об'єднанні первинної йоґи Крішни з первинним християнством Христа…  За Божим задумом Ісус Христос був відповідальним за еволюцію Заходу, а Крішна (згодом — Бабаджі) — за еволюцію Сходу. Було визначено, що Захід стане спеціалізуватися на розвитку об'єктивності, через логіку і розум, а Схід — на внутрішньому, інтуїтивному розвитку. Але на космічному рівні прийшов час з'єднати ці дві лінії в одну. Схід і Захід повинні об'єднатися».